# Брезовица (Косово)
Брезовица (алб. Brezovicë, серб. Брезовица / Brezovica) — поселение на территории косовского муниципалитета Штрпце, известное своим одноимённым горнолыжным курортом. По данным переписи 2011 года, общая численность населения Брезовицы составляла 68 человек.
Брезовица — одно из самых посещаемых зимних туристических мест в Косове. Горнолыжный курорт расположен на северных и северо-западных склонах национального парка Шар. Линия хребта охватывает 39 000 гектаров высокогорной горной местности и лесов с очень разнообразной и богатой флорой и фауной. Курортный район Брезовица, расположенный в 90 минутах езды от двух международных аэропортов, представляет собой один из последних оставшихся в Юго-Восточной Европе недостаточно развитых горнолыжных курортов.

## География
Брезовица расположена в северо-восточной горного хребта Шар-Планина и в водосборном бассейне реки Лепенац. Горнолыжный курорт Брезовица расположен на высоте от 900 до 2500 метров над уровнем моря, примерно в 14 км к югу от селения. Для нижних высот характерен более мягкий климат, а для верхних — альпийский климат.

## История
В средневековой период на территории, охватывавшей весь современный муниципалитет Штрпце с городами Градиште (в Брезовице) и Зидинац (в Готовуше), располагалась сербская жупа Сиринич, впервые упомянутая в хартии XIII века, второй раз — в 1331 году в хартии короля Стефана Уроша IV Душана. На территории этого же региона сохранились и руины нескольких византийских крепостей.
На вершине холма Чайлие, над устьем ручья Пилевац, впадающего в реку Лепенац, находятся руины крепости Градиште, которые имеют два археологических слоя, первый из которых относится к VI веку, а второй — к XIII веку. Из руин можно выделить донжон и очертания других зданий. Вход в город с северной стороны был защищён башней. От неё шёл вал к другой башне, от которой оборонительная стена тянулась к подножию холма, в сторону Лепенаца.
28 июня 1944 года, во время Второй мировой войны, болгарские солдаты казнили 46 местных жителей (из которых 12 были детьми) в Ракановаце, в Брезовице, в отместку за гибель одного из своих солдат.

## Демография
| Этническая группа | 1981          | 2011         |
| ----------------- | ------------- | ------------ |
| Сербы             | 323 (98,48 %) | 44 (67,71 %) |
| Албанцы           |               | 23 (33,82 %) |
| Другие            | 5 (1,53 %)    | 1 (1,47 %)   |
| Всего             | 328           | 68           |